# سیستم مدیریت انرژی
سیستم مدیریت انرژی (EMS) سیستمی از ابزارهای رایانه ای است که توسط اپراتورهای انتقال انرژی الکتریکی برای نظارت ، کنترل و بهینه‌سازی عملکرد سیستم تولید یا سیستم انتقال استفاده می‌شود. همچنین می‌توان از آن در سیستم‌های مقیاس کوچک مانند ریزشبکه‌ها استفاده کرد.

## واژه‌شناسی
از فناوری رایانه نیز به SCADA / EMS یا EMS / SCADA یاد می‌شود. از این نظر، اصطلاحات EMS عملکردهای مانیتورینگ و کنترلی را شامل نمی‌شود، اما به‌طور خاص به مجموعه برنامه‌های شبکه قدرت و برنامه‌های کنترل تولید و برنامه‌ریزی تولید اشاره دارد.
تولیدکنندگان سیستم‌های مدیریت انرژی معمولاً یک شبیه‌ساز آموزش توزیع (DTS) را نیز تهیه می‌کنند. این فناوری مرتبط با استفاده از مؤلفه‌های SCADA و EMS به عنوان ابزاری آموزشی برای اپراتورهای مرکز کنترل استفاده می‌شوند.

## سیستم‌های عامل
تا اوایل سال ۱۹۹۰ معمول بود که سیستم‌های EMS بر اساس سخت‌افزار اختصاصی و سیستم عامل‌ها تحویل داده شود. در آن زمان تأمین کنندگان EMS مانند Harris Controls (هم‌اکنون GE)، Hitachi , Cebyc , Control Data Corporation، زیمنس و توشیبا سخت‌افزار اختصاصی خود را تولید می‌کردند. تأمین کنندگان EMS که سخت‌افزار خود را تولید نکردند، اغلب به محصولات تولید شده توسط تجهیزات دیجیتال، Gould Electronics و MODCOMP متکی بودند. VAX 11/780 از تجهیزات دیجیتال در بین برخی از تهیه‌کنندگان EMS گزینه محبوبی بود. سیستم‌های EMS اکنون به یک رویکرد مبتنی بر مدل تکیه می‌کنند. مدل‌های برنامه‌ریزی سنتی و مدل‌های EMS همیشه به‌طور مستقل کار می‌کنند و به ندرت در هماهنگی با یکدیگر قرار داشتند. استفاده از نرم‌افزار EMS به برنامه ریزان و اپراتورها این امکان را می‌دهد تا یک مدل رایج را استفاده کنند که ناسازگاری بین این دو را کاهش می‌دهد. داشتن رابط کاربری مشترک همچنین امکان انتقال آسان اطلاعات از برنامه‌ریزی به عملیات را فراهم می‌کند.
با تبدیل شدن سیستم‌های اختصاصی غیر اقتصادی، تأمین کنندگان EMS شروع به ارائه راه حل‌هایی بر اساس سیستم عامل‌های سخت‌افزاری استاندارد صنعتی مانند تجهیزات دیجیتال (بعداً Compaq (بعداً HP))، IBM و Sun کردند. سیستم عامل رایج بعدی DEC OpenVMS یا یونیکس بود. در سال ۲۰۰۴، تأمین کنندگان مختلف EMS از جمله Alstom، ABB و OSI راه حل‌های مبتنی بر ویندوز را شروع کرده بودند. تا سال ۲۰۰۶، مشتریان یونیکس، لینوکس یا سیستم‌های مبتنی بر ویندوز را انتخاب کردند. برخی از تأمین کنندگان از جمله ETAP , NARI , PSI-CNI و زیمنس همچنان راه حل‌های مبتنی بر UNIX را ارائه می‌دهند. در حال حاضر معمول است که تأمین کنندگان یکپارچه راه حل‌های مبتنی بر UNIX را در پلت فرم Sun Solaris یا IBM انجام دهند.

## سایر روش‌ها

### بهره‌وری انرژی
در یک زمینه کمی متفاوت، EMS همچنین می‌تواند به سیستم طراحی شده برای دستیابی به راندمان انرژی از طریق بهینه‌سازی فرایند با گزارش در مورد استفاده از انرژی توسط قطعات جداگانه از تجهیزات، کمک کند. سیستم‌های مدیریت انرژی ابری جدید، امکان کنترل از راه دور HVAC و سایر تجهیزات مصرف‌کننده انرژی را فراهم می‌کنند. این سیستم امکان جمع‌آوری داده‌های دقیق و واقعی در هر زمان برای هر قطعه از تجهیزات و هدایت هوشمندانه را ایجاد کنید.

### سیستم مدیریت انرژی خانگی
مدیریت انرژی خانگی (HEM) مصرف‌کنندگان داخلی را قادر می‌سازد در فعالیت‌های سمت مصرف شرکت کنند. اما، برخی از مشکلات ناشی از عدم قطعیت منابع انرژی تجدیدپذیر و رفتار مصرف‌کنندگان روبرو است.

### کنترل خودکار در ساختمان‌ها
اصطلاح سیستم مدیریت انرژی همچنین می‌تواند به سیستم رایانه‌ای گفته شود که به‌طور خاص برای کنترل خودکار و نظارت بر آن تأسیسات الکترومکانیکی در ساختمان طراحی شده‌است که دارای مصرف انرژی قابل توجهی مانند تأسیسات گرمایشی، تهویه و روشنایی می‌باشد.